# Julia Pardoe
Julia Pardoe (Beverley, (Yorkshire), 1806. december 4. – London, 1862. november 26.) angol írónő.

## Élete
A st.-omeri zárdában nevelkedett. Már 13 éves korában írt egy röpiratot az angol szegényekről, később költeményeit adta ki The nun címmel. 1826-ban szüleivel Portugáliába utazott, majd onnét hazatérvén, megírta emlékezéseit Portugáliáról Traits and traditions of Portugal címen. 1835-ben adta ki The Mardens és The Daventries című novelláit. Ismeretsége Namik török követtel kedvet ébresztett benne, hogy 1834-ben atyja, Thomas Pardoe kíséretében Keletre utazzék, ottani tapasztalatairól és élményeiről a következő években The city of the Sultans and domestic manners of the Turks, továbbá The romance of the Harem (3 kötet), és Konstantinápoly leírása (82 képpel) című műveiben számolt be. 1838-ban jött ki River and Desert (Folyó és puszta) című munkája. 1839-ben pedig Bécset és Magyarországot látogatta meg, ahol mint akkor már neves írót mind az udvarnál, mint a politika és az irodalom előkelő férfiai, különösen nálunk Eötvös József és Deák Ferenc is, kitüntető szívességgel fogadták. Magyarországi utazásainak eredménye lett The city of the Magyar or Hungary and its Institutions in 1839 and 1840 című, elég tájékozottsággal és nemzetünk iránt nagy rokonszenvvel írt munkája. A Londonban időző és őt felkereső magyarokat igen szivesen látta, azoknak szép összeköttetései, nagy ismeretsége útján hasznos szolgálatot tett.

## Munkái
- The City of the Sultan (1836)
- Romance of the Harem
- Thousand and One Days
- Louis XIV. and the Court of France
- Court of Francis I.
- Lord Morcar of Hereward (1829)
- Speculation (1834)
- Traits and Traditions of Portugal. Collected during a residence in that country (1834)
- The Mardens and the Daventrys (1835)
- The River and the Desert; or Recollections of the Rhine and the Chartreuse (1838)
- The Beauties of the Bosphorus (1839)
- The City of the Magyar or Hungary and its Institutions (1840)
- The Hungarian Castle (1842)
- Confessions of a Pretty Woman (1846)
- The Jealous Wife (1847)
- The Rival Beauties (1848)
- Flies in Amber (1850)
- The Life and Memoirs of Marie de Medici, Queen and Regent of France (1852)
- Reginald Lyle (1854)
- Lady Arabella, or The Adventures of a Doll (1856)
- Abroad and at Home: Tales Here and There (1857)
- Pilgrimages in Paris (1857)
- The Poor Relations (1858)
- Episodes of French History during the Consulate and the First Empire (1859)
- The Rich Relation (1862)

## Magyarul
- A magyarok városa avagy Magyarország és intézményei 1839–1840-ben, 1-2.; ford. Kiss Sándor, Hornyák Levente; Attraktor, Máriabesnyő, 2015 (Élet-utak)